# Museo Biscari
Il Museo Bìscari era un insieme di raccolte di naturalia e artificialia, voluta da Ignazio Paternò Castello, V principe di Bìscari, e collocata in un'ala appositamente costruita nell'omonimo palazzo a Catania, nel quartiere Civita, a partire dalla metà del XVIII secolo. La collezione rimase nei suddetti locali fino al 1927, quando fu spostata al Castello Ursino dove è custodita, e per lo più esposta, gran parte della collezione originaria.

## Storia
La ricostruzione del Palazzo Biscari avviata nel 1695, due anni dopo il Terremoto del Val di Noto del 1693 che aveva distrutto Catania, non prevedeva sale appositamente destinate all'esposizione delle collezioni, sebbene già il principe Vincenzo IV avesse raccolto diverse sculture, epigrafi e monete. Fu più tardi nel 1751, per volontà del nuovo Principe, Ignazio V, che l'originario progetto di Giuseppe Palazzotto fu modificato appositamente per creare uno spazio destinato all'esposizione delle collezioni di naturalia e artificialia. I lavori si protrassero dal 1752 al 1757, e videro la realizzazione di due gallerie adiacenti, ubicate a sud e ad est del palazzo, destinate ad accogliere le collezioni.
Il Museo, già sistemato dal 1756, fu inaugurato ufficialmente nel maggio 1758, al cospetto dei Pastori Etnei, membri dell'Accademia degli Etnei (fondata dallo stesso principe nel 1744), con un discorso celebrativo tenuto da Nicola Paternò Castello, barone di Recalcaccia, grazie al quale conosciamo le forme del primo ordinamento museale. Essa si presentava come una collezione variegata e di carattere enciclopedico, ancora per certi versi legata al genere delle Wunderkammern. Tuttavia, fin dall'inizio l'ordinamento teneva conto della provenienza, soprattutto per i reperti archeologici. Questo orgoglio civico e spirito patriottico che caratterizzano il collezionismo biscariano fin dall'inizio, sono dichiarati programmaticamente in una medaglia celebrativa fatta coniare in occasione dell'inaugurazione del museo, e che ne proclamava la missione: PUBLICAE UTILITATI, PATRIAE DECORI, STUDIOSORUM COMMODO MUSEUM CONSTRUXIT CATANAE.
Questo è il carattere di maggiore originalità del "Museo Bìscari", e ne costituisce il filo conduttore, soprattutto nei successivi ordinamenti. Fra il 1764 e il 1774 gli spazi museali furono ampliati dall'architetto Francesco Battaglia. Questi sono gli anni dell'accrescimento, del riordino e della classificazione delle collezioni, operazioni che furono curate personalmente dal principe, anche se materialmente poi realizzate dall'abate Domenico Sestini, bibliotecario e curatore delle collezioni.
Dalla sua relazione apprendiamo le novità del nuovo ordinamento messo a punto nel 1776, che comprendeva «dieci stanze, tre gallerie e un atrio scoverto da esse circondato» e dal quale emerge che i due cortili interni erano a tutti gli effetti parte del museo, di cui ospitavano numerosi marmi, statue e frammenti architettonici provenienti dagli scavi che il principe Ignazio in quegli anni stava compiendo in città. Inoltre apprendiamo che i vasi, finora suddivisi esclusivamente in base ad un criterio estetico (figurati o no), risultano adesso sistemati prevalentemente in base alla loro provenienza.
L'ordinamento museale definitivo, concepito da Ignazio Paternò Castello, V principe di Bìscari, fu però portato definitivamente a compimento nel 1784. Così egli stesso lo descrive al principe di Torremuzza: «In quest'anno ho ampliato il museo con una gran Galleria di marmi, e quelli siciliani l'ho collocato separatamente, e sembrami esser riuscita di gusto, e magnifica...». Si tratta dunque di un cambiamento che non è solo logistico o estetico, ma concettuale e fortemente voluto dal principe, che proprio in quegli anni era stato nominato Regio Custode delle Antichità per il Val Demone e il Val di Noto.

## La formazione delle collezioni
Le collezioni che hanno dato vita al Museo Bìscari, hanno diverse provenienze: per quanto riguarda i reperti archeologici, molti provengono dagli scavi che lo stesso Ignazio Paternò Castello, V principe di Bìscari, aveva portato aventi a Camarina, Lentini e altri siti siciliani, ma ovviamente soprattutto dalla vasta campagna di scavi che egli aveva intrapreso a Catania fin dal 1748 in particolare nell'area del teatro, rinvenendo numerosi marmi e statue per le quali ottenne dal Senato cittadino la custodia, proprio in virtù del suo impegno ad esporle in un museo a qual si sia costo.
Accanto a questo, però in principe Ignazio, fra il 1750 e il 1756, effettuò diversi viaggi in Italia stringendo importanti contatti con i grandi protagonisti del collezionismo italiano ed europeo e muovendosi - in prima persona o tramite intermediari - sul mercato per accrescere le sue collezioni di "antiquaria" e "naturalia". Infine, altri acquisti il principe li fece in loco, a Catania e in altre città siciliane.

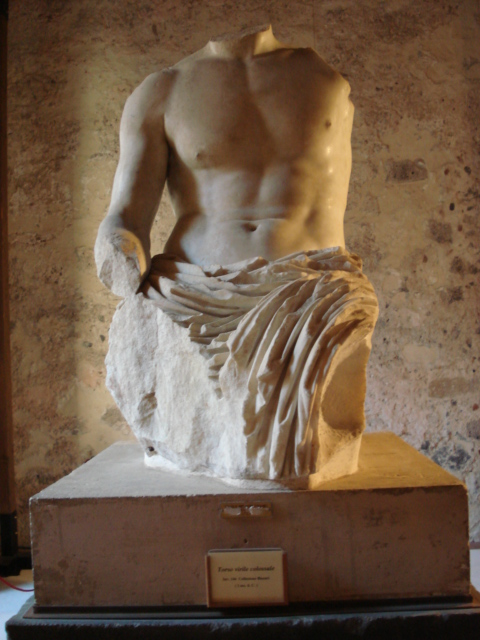
Catania - Castello Ursino - Torso colossale, sec. I d.C.

## Le collezioni
La collezione così accumulata dal principe di Bìscari, Ignazio Paternò Castello, ed esposta dal 1756 nel suo museo comprendeva migliaia di pezzi importantissimi. Fra questi meritano di essere ricordati:
- Sculture: fra quelle più importanti si ricordano
  - Torso Bìscari (I secolo d.C.): rinvenuto nel 1737 durante gli scavi effettuati nel Convento annesso alla Chiesa di Sant'Agostino a Catania, esso è uno dei pezzi di cui il principe ottenne la custodia nel 1743. Si tratta di un torso colossale, volutamente lasciato privo di restauri, ritenuto inizialmente un originale greco e solo recentemente riconosciuto come replica romana che riprende una iconografia di Zeus per rappresentare un imperatore della dinastia giulio-claudia. La fama di quest'opera nel Settecento era enorme, paragonabile a quella del Torso del Belvedere, cui era da alcuni ritenuta addirittura superiore[3], e numerose copie furono realizzate in tutta Europa[4].
  - Marmi e statue provenienti dal Teatro di Catania: si tratta di elementi scultorei che il nobile collezionista rinvenne durante la campagna di scavi da lui condotta fra il 1770 e il 1774, e che comprende due frammenti di fregio con gigantomachia (II-III secolo d.C.), un grande plinto figurato su tre lati, diverse basi di colonne decorati con bucrani e ghirlande tutti in marmo pentelico e numerose statue. Fra queste un Ercole di stampo lisippeo (II-III secolo d.C.) e un busto giovanile ribattezzato "Il genio di Catania" che riprende l'iconografia del Meleagro di Skopas (I-II secolo d.C.).
  - Statua di Ercole (II secolo d.C.): rinvenuta nel 1736 in Via dei Crociferi, anch'esso come il Torso Bìscari ebbe grande fama e fu citato da tutti i visitatori, anche se penalizzata da un restauro integrativo di scarsa qualità, come riconosciuto dallo stesso principe collezionista che ne impedì il completamento.
  - Testa di Kouros (V secolo a.C.) proveniente da Lentini.
- Mosaici: della collezione fanno parte diversi mosaici (IV secolo d.C.) che il principe di Bìscari Ignazio Paternò Castello rinvenne nel corso dei suoi scavi catanesi, in particolare nella zona del Monastero di San Nicolò l'Arena, dove esisteva un vasto complesso termale.
- Vasi
  - Cratere attico (V secolo a.C.) raffigurante Perseo, Atena e Medusa, proveniente da Camarina e attribuito al cosiddetto pittore di Mykonos. Nella vasta collezione di vasi biscariani si tratta sicuramente del pezzo più noto e importante.
  - Altri vasi: si tratta di una vastissima collezione di quelli che allora venivano chiamati vasi "etruschi" e che il nobile collezionista per primo chiama correttamente "greco-sicoli". Tuttavia l'elemento di maggiore valore per il nobile collezionista in questi vasi è stato quello figurativo ed estetico, più che storico e artistico: fra i tanti vasi, da notare, la presenza di numerosi vasi plastici fra cui un "rython" (V secolo a.C.) in forma di un giovane nero azzannato da un coccodrillo.
- Medagliere composto, secondo le notizie fornite da Domenico Sestini, da circa 8.000 monete antiche e 1.500 medievali e moderne.[5]
- Epigrafi, uno dei nuclei fondanti della collezione, che comprendeva circa 172 epigrafi originali e 78 in copia.
- Bronzi e terrecotte.
- Strumenti di fisica: il museo comprendeva anche un laboratorio in cui avvenivano esperimenti pratici, ad uso dell'Accademia degli Etnei
- Storia naturale
- Conchiglie[6]
- Altro: oggetti di arte medievale, manifatture orientali, arti minori, arte sacra, ecc...

## Visitatori illustri
Furono numerosi gli intellettuali europei che nel corso del XVIII e XIX secolo fecero di Catania una tappa obbligata del Grand Tour, oltre che per compiere l'ascensione sull'Etna, anche per visitare gli scavi archeologici cittadini e la collezione Bìscari, guidati dallo stesso nobile collezionista Ignazio Paternò Castello.
Fra questi, vale la pena ricordare, il barone tedesco Johann Hermann von Riedesel che nel resoconto del viaggio compiuto fra il 1767 e il 1768, scrive che «il museo del Principe Biscari è uno dei più belli e completi d'Italia e forse - senza esagerare - del mondo. In questo museo ci sono busti, statue, bassorilievi, vasi e bronzi. La sua sezione dedicata alle scienze naturali è veramente completa. Per finire si trova anche una bella collezione di strumenti meccanici».
Uguali parole entusiaste sul principe e sulla sua collezione si trovano nei resoconti di viaggio di P. Brydone, F. Munter, M. Jan de Borch, J. W. Goethe e molti altri.

## Trasferimento: dal Museo Bìscari al Castello Ursino
La collezione Bìscari non subì sostanziali cambiamenti dopo la morte del principe Ignazio Paternò Castello (1786), anzi i figli Vincenzo VI e Giovan Francesco accrebbero ancora rispettivamente il monetiere e la sezione naturalistica. La perdita più grave avvenne verso la metà del XIX secolo, quando - secondo quanto riportato in un memoriale di famiglia - il monetiere fu rubato a Napoli, dove era stato portato dal principe Ignazio VII, mentre la collezione di armi e armature fu venduta all'estero. Altri danni furono riportati dal saccheggio avvenuto per mano delle truppe borboniche nel 1849.
Alla fine del XIX secolo si cominciò a parlare di una vendita della collezione, che fu offerta al Comune di Catania e all'Università degli Studi di Catania, quindi al Regno d'Italia. Ricevutane sempre risposte negative per mancanza di mezzi, gli eredi Bìscari chiesero allora l'autorizzazione per una vendita all'estero, sempre rifiutata. Nel 1915 a seguito di liti sorte fra i discendenti dei vari rami della famiglia la collezione fu sottoposta a sequestro giudiziario in vista di una vendita in un'asta pubblica.
Questa eventualità fu però scongiurata, allorché, nel 1929, i vari rami della famiglia Bìscari donarono la maggior parte della collezione al Comune di Catania, che successivamente acquisì anche le parti restanti. A seguito di tale passaggio la collezione fu trasferita dagli originari locali del Museo Bìscari a quelli del Castello Ursino, appositamente restaurato, costituendo insieme alla collezione dei Benedettini il principale nucleo del nuovo Museo civico lì allestito inaugurato il 20 ottobre 1934 alla presenza del Re Vittorio Emanuele III. Oggi solo una parte della collezione è visitabile nei locali del Castello Ursino, in vista di un nuovo allestimento museale. Una parte della collezione è temporaneamente esposta alla stazione della metropolitana Fontana.

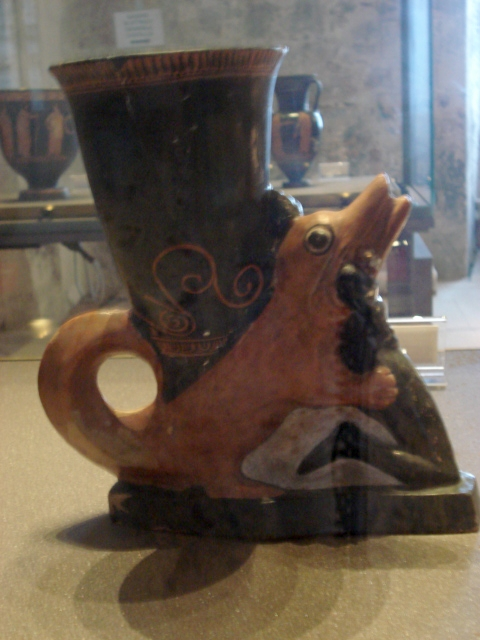
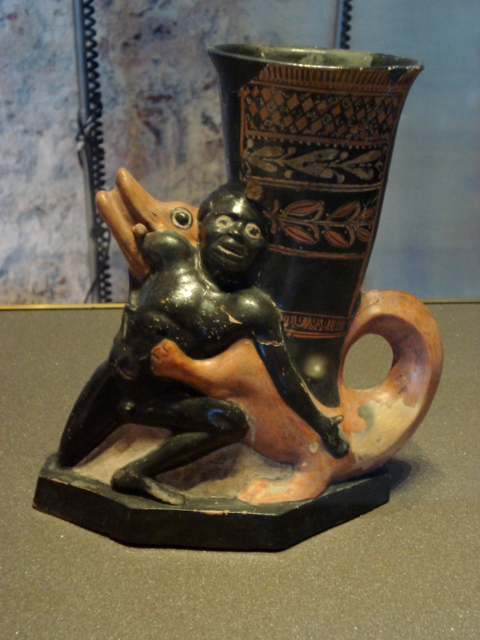
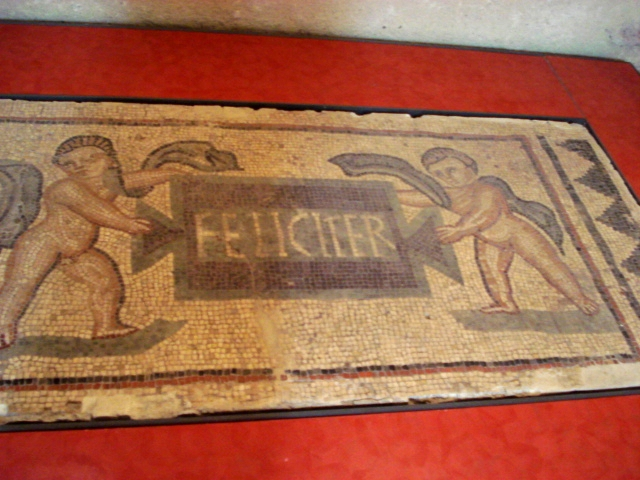
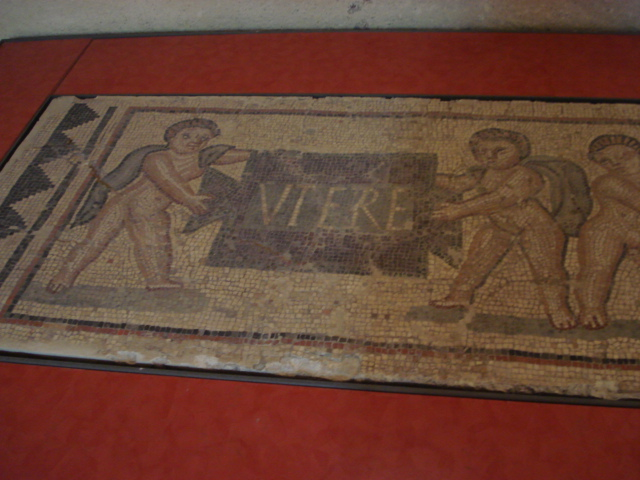
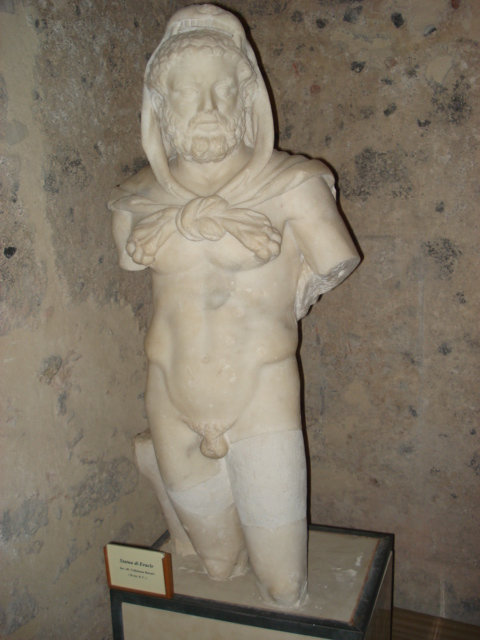
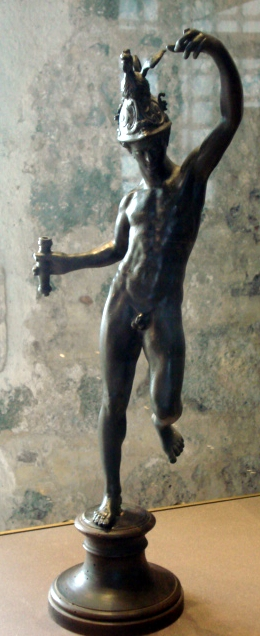
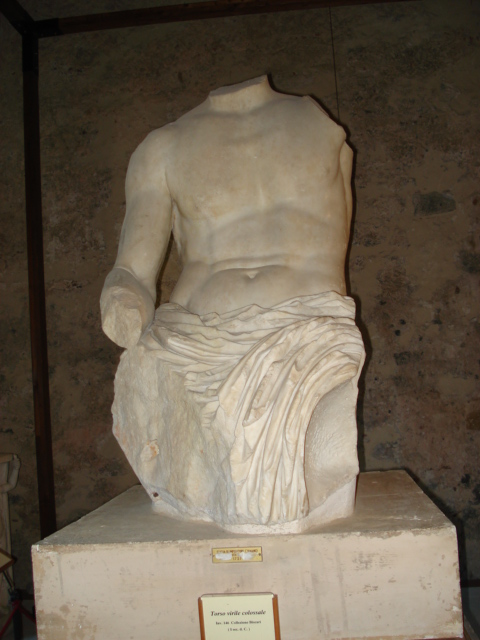
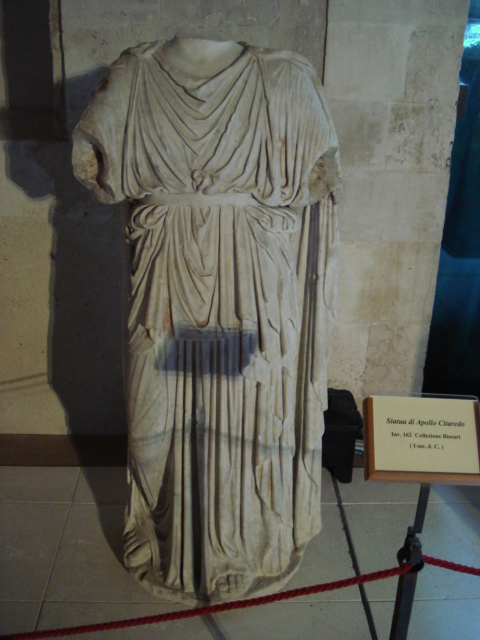